# Schrei nach Liebe
Schrei nach Liebe è un singolo del gruppo punk tedesco Die Ärzte, il primo estratto dall'album Die Bestie in Menschengestalt (1993) nonché il primo della band ad essere pubblicato dopo la riunificazione tedesca. Schrei nach Liebe è una delle canzoni più amate e conosciute della band. È stata definita un "inno anti-nazista" e una canzone contro il radicalismo di destra.

## Storia
La canzone fu scritta a seguito dei tumulti di Hoyerswerda, in cui alcuni lavoratori vietnamiti e mozambicani vennero attaccati da un gruppo di neonazisti che si radunarono poi presso le palazzine in cui risiedevano alcuni richiedenti asilo provenienti dall'Iran, la Romania e il Bangladesh e colpirono gli edifici con molotov e sassi. L'attacco durò 5 giorni. Bela B., batterista della band, commentò: "Dopo Hoyerswerda, non potevamo più tacere!".

## Contenuto
Schrei nach Liebe significa letteralmente "grido d'amore", inteso come richiesta o bisogno d'amore, simile all'accezione inglese cry for love. Il testo parla infatti di un giovane neonazista che, a causa della sua ignoranza e dell'amore non ricevuto dai suoi genitori, si sfoga usando la violenza contro altri. La prima parte del ritornello può infatti essere tradotta liberamente come:
e poi:
Esistono numerose cover della canzone originale.

## Aktion Arschloch
Nel 2015, un insegnante di musica ha lanciato Aktion Arschloch, un'iniziativa volta a far ritornare la canzone Schrei nach Liebe al primo posto della classifiche tedesche per contrastare la crescente xenofobia dovuta alla crisi europea dei migranti in Germania. L'obiettivo fu raggiunto poche settimane più tardi, l'11 settembre 2015. La canzone raggiunse il primo posto in classifica anche in Austria, mentre in Svizzera raggiunse il secondo. Il ricavato venne donato dalla band all'organizzazione non governativa Pro Asyl; anche Amazon e Universal Publishing fecero lo stesso.